# Maison-musée de Jalil Mammadkulizade
La maison-musée de Jalil Mammadkulizade (en azerbaïdjanais: Cəlil Məmmədquluzadənin ev-muzeyi) est un musée commémoratif du célèbre journaliste azerbaïdjanais, éclaireur, écrivain-satiriste, Jalil Mammadkulizade. Le musée est situé dans la rue Suleyman Taghizade, dans la ville de Bakou, où l'écrivain a vécu de 1920 à 1932.

## Historique
Le musée a été créé sur le verdict daté de 1978 par le gouvernement de la République d'Azerbaïdjan à son domicile dans la rue Suleyman Taghizade, 56 à Bakou, il a été ouvert à la veille du 125e anniversaire de Jalil Mammadkulizade le 28 décembre , 1994. Le troisième président de la République d'Azerbaïdjan, Heydar Aliyev, a assisté à la cérémonie d'ouverture et a prononcé un discours.

## Exposition

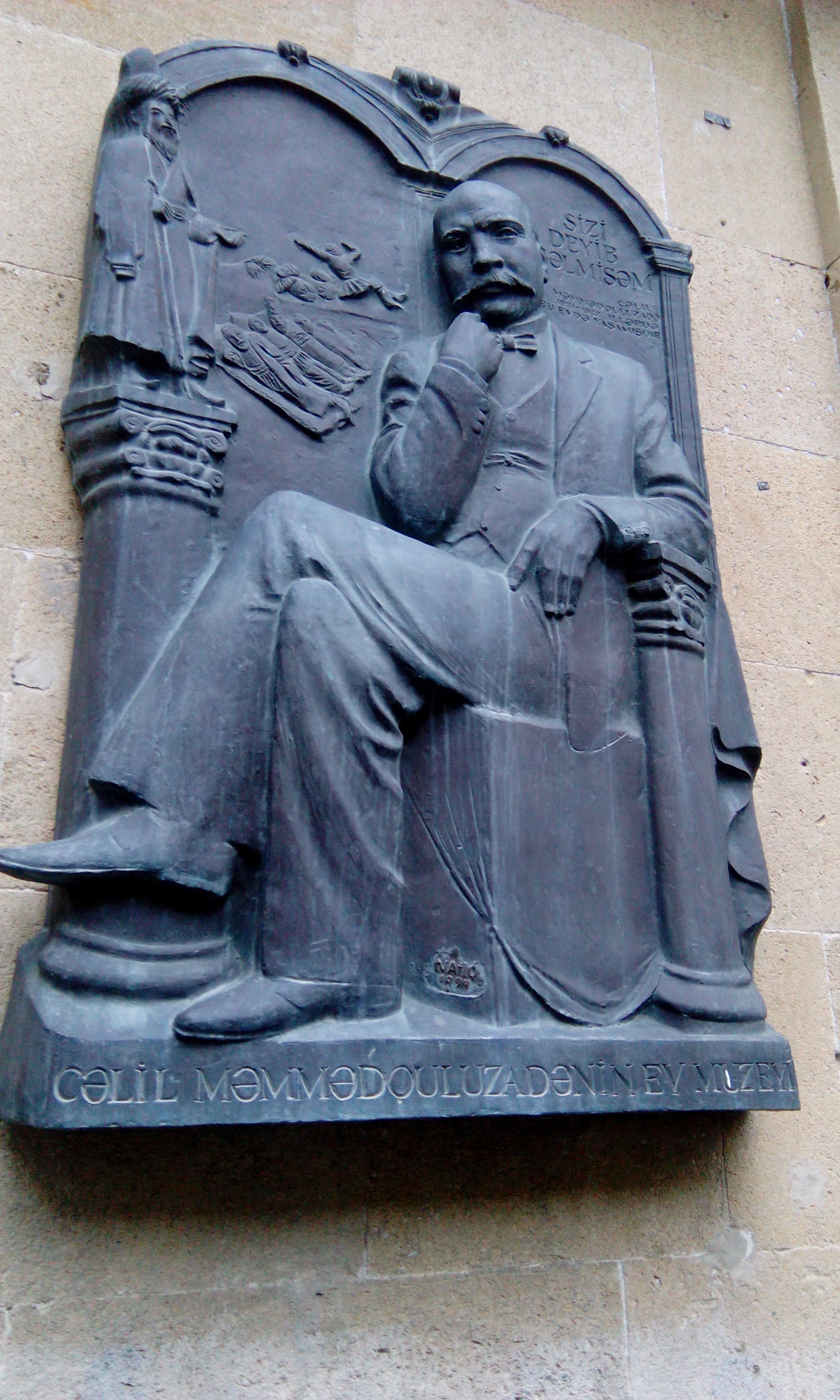
Plaque sur l'immeuble où a vécu l'écrivain azerbaïdjanais Jalil Mammadguluzadeh à Bakou, Azerbaïdjan.

Environ 3000 objets exposés ont été rassemblés dans le musée, reflétant la vie et l'activité de Jalil Mammadkulizade et d'autres savants de Molla Nasraddin. Près de 500 d'entre eux sont exposés dans l'espace d'exposition du musée.
L'exposition est située dans cinq salles d'une superficie totale de 185 m2. Les expositions du musée reflètent les souvenirs d’enfance, de jeunesse et d’éducation de Jalil Mammadkulizade, les activités scolaires, sa première activité journalistique et littéraire. La rédaction parle de Molla Nasraddin. Les matériaux de la salle commémorative sont sur le thème de la vie et de l'activité de Jalil Mammadkulizade entre les années 1922 et 1932. 